# Эренстрём, Марианна
Марианна Эренстрём (швед. Marianne Ehrenström, полное имя Mariana "Marianne" Maximiliana Christiana Carolina Lovisa Ehrenström, урождённая Pollett; 1773—1867) — шведская придворная дама, фрейлина, писательница и художница.

## Биография
Родилась 9 декабря 1773 года в Цвайбрюккене в семье военного, генерал-лейтенанта Йохана Франса Поллетта и его жены Йоханны Елены фон Пахельбель (Johanna Helena von Pachelbel, 1750—1797), художницы-любителя.
В период с 1790 по 1803 год Марианна служила в качестве hovfröken у шведской королевы Софии Магдалены Датской. Она была известна своей образованностью и талантом: училась пению у Кристофера Карстена, игре на фортепиано у композитора Георга Фоглера, а также живописи у Жака-Мари де Монвеля, получив хорошие отзывы у Карла Эренсверда. Марианна участвовала в качестве музыканта и певца в благотворительных концертах, выступала в дуэте с известными певцами и певицами, в числе которых были Кристофер Карстен и Маргарета Альстрёмер. Она была избрана членом Королевской академии художеств в 1800 году и почетным членом Королевской академии музыки в 1814 году.
В 1803 году она покинула королевский двор и вышла замуж за военного, полковника Нильса Фредрика Эренстрёма. Этот брак был чисто практическим делом, так как Эренстрём был старым другом её семьи, а Марианне необходимо было выходить замуж, чтобы содержать себя. После свадьбы супруги уехали из Стокгольма в Гётеборг, куда Эренстрём был назначен комендантом города. В Гётеборге Марианна стала знаменитым членом городской светской жизни. В 1812 году её супруг потерял свою должность, Марианна отдалилась от него и вернулась в Стокгольм. В 1815—1831 годах руководила женской школой, чем поддерживала себя финансово. После закрытия школы в 1831 году она в основном жила на пенсию.
Марианна Эренстрём писала мемуары на французском языке. Некоторые её художественные работы находятся в стокгольмском Национальном музее.
Умерла 4 января 1867 года в Стокгольме.